# محرك ستيرلينغ

محرك ستيرلينغ من نوع بيتا يتكوّن من أسطوانة واحدة تحتوي على منطقتين حراريتين: منطقة ساخنة وأخرى باردة. يتم نقل الهواء داخل الأسطوانة بين هاتين المنطقتين، مما يؤدي إلى تمدده وانكماشه بشكل دوري. هذا التغير في الحجم والضغط يدفع مكبس القدرة الموجود في الطرف المفتوح من الأسطوانة، والذي بدوره ينقل الحركة إلى الحذافة لتوليد الطاقة الميكانيكية.

محرك ستيرلينغ، هو نوع من المحركات الحرارية يعمل على مبدأ التمدد والانكماش الدوري للهواء أو لغاز آخر (يُعرف بسائل التشغيل) نتيجة تعريضه لدرجات حرارة مختلفة، مما يؤدي إلى تحويل صافي للطاقة الحرارية إلى طاقة ميكانيكية.
وبصورة أكثر تحديدًا، يُصنّف محرك ستيرلينغ كمحرك حراري مُغلق الدورة ومتجدد. يعني "مغلق الدورة" في هذا السياق أن سائل التشغيل يبقى محصورًا بشكل دائم داخل النظام الحراري ولا يتم طرده أو استبداله. أما "المتجدد"، فيشير إلى وجود نوع خاص من المبادلات الحرارية الداخلية ووسائط تخزين الحرارة، تُعرف باسم "المُجدد" (Regenerator). ومن الناحية التقنية، فإن وجود هذا المجدد هو ما يميز محرك ستيرلينغ عن غيره من محركات الهواء الساخن ذات الدورة المغلقة.
في هذا النوع من المحركات، يتم تسخين سائل التشغيل (مثل الهواء) بواسطة مصدر حرارة خارجي لا يوجد داخل أسطوانة المحرك. ومع تمدد الغاز، يتم استخراج طاقة ميكانيكية بواسطة مكبس مرتبط بمزاح (Displacer). يقوم المزاح بتحريك سائل التشغيل إلى موقع آخر داخل المحرك حيث يتم تبريده، مما يؤدي إلى توليد فراغ جزئي في الأسطوانة العاملة، وبالتالي يتم توليد مزيد من الطاقة الميكانيكية. بعد ذلك، يُعاد سائل التشغيل المُبرّد إلى الجزء الساخن من المحرك ويبدأ الدورة من جديد.
تُعد خاصية "المجدد" من السمات الفريدة لهذا المحرك، إذ يعمل كخزان حراري مؤقت يحتفظ بالحرارة داخل النظام بدلاً من التخلص منها في المصرف الحراري، مما يرفع من كفاءة المحرك.
وبما أن الحرارة تُزود من مصدر خارجي، فإن الجزء الساخن من المحرك يمكن تسخينه بأي مصدر حراري خارجي، كما يمكن تبريد الجزء البارد باستخدام مصرف حراري خارجي مثل الماء الجاري أو تيار هواء. وبما أن الغاز يُحتفظ به بشكل دائم داخل المحرك، يمكن اختيار غازات ذات خصائص مثالية مثل الهيليوم أو الهيدروجين. ولا توجد عملية سحب أو طرد للغاز، مما يجعل المحرك شبه صامت أثناء التشغيل. كما يتمتع المحرك بقدرة انعكاسية؛ فإذا تم تدوير عموده بواسطة مصدر طاقة خارجي، سيُنتج فرقًا في درجات الحرارة عبر أجزائه، وبهذه الطريقة يعمل كمضخة حرارية.
اخترع محرك ستيرلينغ المهندس الأسكتلندي روبرت ستيرلينغ عام 1816 كمحرّك صناعي رئيسي منافس للمحرّك البخاري، لكن استخدامه العملي ظل محصورًا في تطبيقات منزلية منخفضة القدرة لأكثر من قرن.
وفي العصر الحديث، أدى الاستثمار المتزايد في الطاقة المتجددة، ولا سيما الطاقة الشمسية، إلى عودة الاهتمام باستخدام هذا المحرك، خاصة في تقنيات الطاقة الشمسية المركزة وكمضخة حرارية.

## الأسس النظريةالترمودينامكية

طريقة عمل محرك ستيرلينغ بيتا.

يمكن تفسير كيفية عمل محرك ستيرلينغ استنادا إلى الترموديناميكا التي تصف عملية الستيرلينغ (Stirling Process) على النحو التالي:
1. يقع ضغط الغاز مع المحافظة على نفس درجة الحرارة (isotherm) وفي نفس الوقت هناك تبادل حراري مع المحيط حيث يتم إخراج كمية حرارية من النظام (هنا يجب الانتباه إلى عدم الخلط بين مفهوم درجة الحرارة temperature وتقاس بدرجة الحرارة المطلقة والحرارة بمعنى «كمية حرارة» التي هي طاقة حرارية تقاس بالجول.)
2. مع المحافظة على حجم الغاز يقع إدخال كمية حرارية إلى الغاز
3. فيتمدد الغاز مع المحافظة على درجة الحرارة وإضافة كمية حرارية للنظام
4. المحافظة على حجم الغاز مع إخراج كمية حرارية